# Reconhecimento internacional da independência de Artsaque

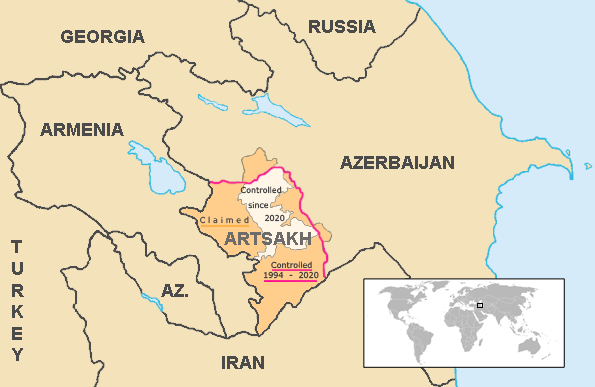
Território controlado por Artsaque.
Reivindicado pela República de Artsaque, mas controlado pelo Azerbaijão.

A autoproclamda República de Artsaque foi uma nação de facto independente situada na região do Cáucaso do Sul. O território é e era reconhecido internacionalmente como de jure parte do Azerbaijão, o qual não exercia o poder sobre a maior parte da região desde 1991. Desde o fim da Guerra de Nagorno-Karabakh, em 1994, os representantes dos Governos da Armênia e Azerbaijão tinham realizado conversações de paz mediadas pelo Grupo de Minsk da Conferência sobre Segurança e Cooperação na Europa (CSCE) sobre o estado disputado da região.Apenas três Estados reconheciam a independência de Artsaque, mas nenhum deles era membro da Organização das Nações Unidas (ONU): Abecásia, Ossétia do Sul e Transnístria. Recentemente, a França tinha passado a reconhecer a independência do Artsaque, tornando-se o primeiro membro da ONU a fazê-lo.

## Laços políticos com a Armênia
A política da Armênia e da república de facto de Artsaque estão tão misturadas que um ex-presidente da então República de Nagorno-Karabakh (atual Artsaque), Robert Kocharian, tornou-se o primeiro-ministro (1997) e, em seguida, o presidente da Armênia (1998 – 2008).
De acordo com o Human Rights Watch, desde o início do conflito em Nagorno-Karabakh, a Armênia fornecia ajuda, armas e voluntários. O envolvimento armênio em Nagorno-Karabakh intensificou-se depois de dezembro de 1993, com a ofensiva do Azerbaijão. A República da Armênia começou a enviar recrutas e soldados regulares do Ministério do Exército e Interior para lutar em Nagorno-Karabakh.

## Posições sobre a declaração de independência

### Assembleia Geral das Nações Unidas
Em 14 de março de 2008, a Assembleia Geral das Nações Unidas aprovou uma resolução não vinculativa por uma votação de 39–7, com cem abstenções, reafirmando a integridade territorial do Azerbaijão, expressando apoio às fronteiras internacionalmente reconhecidas daquele país e exigindo a retirada imediata de todas as forças armênias de todos os territórios ocupados lá. A resolução foi apoiada principalmente por membros da Organização para a Cooperação Islâmica (OIC) e da Organização para a Democracia e o Desenvolvimento Econômico (GUAM), dos quais o Azerbaijão é um país-membro, bem como outras nações que enfrentam regiões separatistas. A resolução foi criticada por todos os três membros do Grupo de Minsk da CSCE.

### Parlamento Europeu
Em 20 de maio de 2010, o Parlamento Europeu adotou uma resolução "sobre a necessidade de uma estratégia da União Europeia (UE) para o Cáucaso do Sul", onde afirma que a UE deve desenvolver uma estratégia para promover a estabilidade, a prosperidade e resolução de conflitos no Cáucaso do Sul. A resolução "apela às partes para que intensifiquem os seus esforços em negociar a paz com o propósito de um acordo, para mostrar uma atitude mais construtiva e abandonar preferências para perpetuar o status quo criado pela força e sem legitimidade internacional, criando desta maneira instabilidade e prolongando o sofrimento das populações afetadas pela guerra; condena a ideia de uma solução militar e as pesadas consequências da força militar já utilizada, e exorta ambas as partes a evitarem mais violações do cessar-fogo de 1994". A resolução também pede a retirada das forças armênias de todos os territórios ocupados do Azerbaijão, acompanhadas do envio de forças internacionais a ser organizado com respeito da Carta das Nações Unidas, a fim de fornecer as garantias de segurança necessárias em um período de transição, preservando a segurança da população de Nagorno-Karabakh e garantindo que as pessoas deslocadas regressem às suas casas. A resolução afirma, ainda, que a UE considera que a posição segundo a qual Nagorno-Karabakh inclui todos os territórios azeris ocupados em torno de Nagorno-Karabakh deve ser rapidamente abandonada. Também observa "que um estatuto provisório de Nagorno-Karabakh poderia oferecer uma solução até que o status final seja determinado, e que poderia criar um quadro transitório para a coexistência pacífica e a cooperação das comunidades da Armênia e do Azerbaijão na região."
Em outubro de 2013, o Parlamento Europeu aprovou a resolução sobre a Política Europeia de Vizinhança, em que se afirma que a ocupação por um país da Parceria Oriental (que inclui a Armênia e Azerbaijão) do território de outro "viola os princípios e objetivos fundamentais da proposta, e que a resolução do conflito do Nagorno-Karabakh deve cumprir as resoluções do Conselho de Segurança da ONU de n.ºs 822, 853, 874 e 884 de 1993, além dos princípios básicos do Grupo de Minsk da Organização para a Segurança e Cooperação na Europa (OSCE), consagrados na Declaração conjunta de 10 de julho de 2009.

### Grupo de Minsk da CSCE
Em 26 de junho de 2010, os presidentes dos países copresidentes do Grupo de Minsk da CSCE — França, Federação Russa e Estados Unidos — apresentaram uma declaração conjunta, reafirmando o seu "compromisso em apoiar os líderes da Armênia e do Azerbaijão no cumprimento dos princípios básicos para a resolução pacífica do conflito de Nagorno-Karabakh".

### Rússia
Em 2006, a Rússia publicou o seu 63.º volume da Grande Enciclopédia da Rússia, onde descrevia o Nagorno-Karabakh, na sua introdução para a região, como uma entidade independente que pertencia aos armênios historicamente. O Azerbaijão tem protestado contra esta passagem na enciclopédia russa. O governo azeri entregou uma carta de protesto ao embaixador russo no Azerbaijão exigindo que a enciclopédia fosse confiscada e alterada.

### Estados Unidos
Nos Estados Unidos, sete estados aprovaram leis reconhecendo Artsaque: Rhode Island (2012), Massachusetts (2012), Maine (2013), Louisiana (2013), Califórnia (2014), Havaí (2016) e Geórgia (2016).
 Em contrapartida, os estados de Arizona e Novo México aprovaram leis reconhecendo a integridade territorial total do Azerbaijão, em 2014.